# Saumane (Gard)
Saumane település Franciaországban, Gard megyében. Lakosainak száma 296 fő (2022. január 1.). Saumane L'Estréchure, Les Plantiers, Saint-André-de-Valborgne és Moissac-Vallée-Française községekkel határos.

## Népesség
A település népessége az elmúlt években az alábbi módon változott:
| Lakosok száma | 186  | 141  | 183  | 252  | 260  | 264  | 276  | 281  | 282  | 296  |
|               | 1968 | 1982 | 1990 | 2006 | 2013 | 2015 | 2017 | 2019 | 2020 | 2022 |